# Cámara de Cuentas de la Comunidad de Madrid
La Cámara de Cuentas de la Comunidad de Madrid es un órgano dependiente de la Asamblea de Madrid cuya función principal es la fiscalización de la actividad económico-financiera del sector público de la Comunidad de Madrid, sin perjuicio de las competencias del Tribunal de Cuentas. Constituida en 1999, a partir de la Ley 11/1999, de 29 de abril de la Cámara de Cuentas de la Comunidad de Madrid, fue puesta en funcionamiento el 18 de diciembre de 2000. Los presidentes de la Cámara de Cuentas han sido, por orden cronológico, los siguientes: Ramón Muñoz Álvarez (diciembre de 2000 a mayo de 2004, cesó en el cargo por dimisión), Ramón García Mena (15/06/2004 al 11/04/2005, fallecido en el cargo), Manuel Jesús González González (mayo 2005 al 21 de septiembre de 2011, fallecido en el cargo) y Arturo Canalda González (25 de junio de 2012 al 28 de diciembre de 2017, cesó en el cargo por dimisión). En los periodos de vacante en el cargo de presidente, ha ejercido sus funciones el vicepresidente. Se organiza en un consejo, órgano colegiado integrado por siete consejeros elegidos por un período de 6 años por la Asamblea de Madrid (de ellos uno de ellos el presidente y otro el vicepresidente, elegidos a su vez por el consejo), además de una secretaría general. En 2017 trasladó su sede a la calle de Ramírez de Arellano, en el distrito de Ciudad Lineal de la ciudad de Madrid.